# Lijst van spoorwegstations in het Verenigd Koninkrijk - S
Dit is een lijst van spoorwegstations in het Verenigd Koninkrijk waarvan de naam begint met een S.
| Station                      | Code | Graafschap/ County/ City | District                  | Beheerder                       | Passagiers in/uit 2004-2005 (mln) | Passagiers in/uit 2005-2006 (mln) | Passagiers in/uit 2006-2007 (mln) | Passagiers in/uit 2007-2008 (mln) | Passagiers in/uit 2008-2009 (mln) |
| ---------------------------- | ---- | ------------------------ | ------------------------- | ------------------------------- | --------------------------------- | --------------------------------- | --------------------------------- | --------------------------------- | --------------------------------- |
| Salford Central              | SFD  | Greater Manchester       | Salford                   | Northern Rail                   | 0,102                             | 0,117                             | 0,119                             | 0,125                             | 0,222                             |
| Salford Crescent             | SLD  | Greater Manchester       | Salford                   | Northern Rail                   | 0,583                             | 0,671                             | 0,701                             | 0,732                             | 1,106                             |
| Salfords                     | SAF  | Surrey                   | Reigate and Banstead      | Southern                        | 0,088                             | 0,097                             | 0,104                             | 0,117                             | 0,127                             |
| Salhouse                     | SAH  | Norfolk                  | Broadland                 | National Express East Anglia    | 0,004                             | 0,004                             | 0,006                             | 0,006                             | 0,006                             |
| Salisbury                    | SAL  | Wiltshire                | Salisbury                 | South West Trains               | 1,56                              | 1,603                             | 1,621                             | 1,681                             | 1,757                             |
| Saltaire                     | SAE  | West Yorkshire           | Bradford                  | Northern Rail                   | 0,396                             | 0,419                             | 0,429                             | 0,45                              | 0,586                             |
| Saltash                      | STS  | Cornwall                 | Caradon                   | Great Western Railway           | 0,035                             | 0,032                             | 0,034                             | 0,032                             | 0,047                             |
| Saltburn                     | SLB  | Redcar and Cleveland     |                           | Northern Rail                   | 0,218                             | 0,225                             | 0,236                             | 0,237                             | 0,239                             |
| Saltcoats                    | SLT  | North Ayrshire           |                           | ScotRail                        | 0,312                             | 0,334                             | 0,35                              | 0,342                             | 0,448                             |
| Saltmarshe                   | SAM  | East Riding of Yorkshire |                           | Northern Rail                   | 0,005                             | 0,004                             | 0,004                             | 0,005                             | 0,004                             |
| Salwick                      | SLW  | Lancashire               | Fylde                     | Northern Rail                   | 0,002                             | 0,002                             | 0,002                             | 0,004                             | 0,003                             |
| Sandal and Agbrigg           | SNA  | West Yorkshire           | Wakefield                 | Northern Rail                   | 0,097                             | 0,107                             | 0,119                             | 0,123                             | 0,162                             |
| Sandbach                     | SDB  | Cheshire                 | Congleton                 | Northern Rail                   | 0,106                             | 0,098                             | 0,086                             | 0,136                             | 0,144                             |
| Sanderstead                  | SNR  | Groot-Londen             | Croydon                   | Southern                        | 0,624                             | 0,653                             | 0,992                             | 1,15                              | 1,044                             |
| Sandhills                    | SDL  | Merseyside               | Liverpool                 | Merseyrail                      | 0,272                             | 0,314                             | 0,306                             | 0,208                             | 0,39                              |
| Sandhurst (Berks)            | SND  | Bracknell Forest         |                           | Great Western Railway           | 0,121                             | 0,116                             | 0,118                             | 0,125                             | 0,14                              |
| Sandling                     | SDG  | Kent                     | Shepway                   | Southeastern                    | 0,131                             | 0,133                             | 0,149                             | 0,163                             | 0,151                             |
| Sandown                      | SAN  | Wight                    |                           | South West Trains (Island Line) | 0,243                             | 0,254                             | 0,265                             | 0,265                             | 0,264                             |
| Sandplace                    | SDP  | Cornwall                 | Caradon                   | Great Western Railway           | 0,001                             | 0,001                             | 0,001                             | 0,001                             | 0,001                             |
| Sandwell and Dudley          | SAD  | West Midlands            | Sandwell                  | West Midland Trains             | 0,226                             | 0,252                             | 0,28                              | 0,315                             | 0,556                             |
| Sandwich                     | SDW  | Kent                     | Dover                     | Southeastern                    | 0,255                             | 0,284                             | 0,328                             | 0,348                             | 0,344                             |
| Sandy                        | SDY  | Bedfordshire             | Mid Bedfordshire          | Govia Thameslink Railway        | 0,392                             | 0,4                               | 0,424                             | 0,45                              | 0,446                             |
| Sankey                       | SNK  | Warrington               |                           | Northern Rail                   | 0,057                             | 0,063                             | 0,06                              | 0,069                             | 0,079                             |
| Sanquhar                     | SQH  | Dumfries and Galloway    |                           | ScotRail                        | 0,024                             | 0,026                             | 0,025                             | 0,023                             | 0,024                             |
| Sarn                         | SRR  | Bridgend                 |                           | Transport for Wales             | 0,027                             | 0,028                             | 0,032                             | 0,034                             | 0,039                             |
| Saundersfoot                 | SDF  | Pembrokeshire            |                           | Transport for Wales             | 0,005                             | 0,004                             | 0,005                             | 0,006                             | 0,007                             |
| Saunderton                   | SDR  | Buckinghamshire          | Wycombe                   | Chiltern Railways               | 0,042                             | 0,043                             | 0,054                             | 0,06                              | 0,054                             |
| Sawbridgeworth               | SAW  | Hertfordshire            | East Hertfordshire        | National Express East Anglia    | 0,392                             | 0,393                             | 0,404                             | 0,451                             | 0,448                             |
| Saxilby                      | SXY  | Lincolnshire             | West Lindsey              | East Midlands Railway           | 0,048                             | 0,05                              | 0,055                             | 0,045                             | 0,049                             |
| Saxmundham                   | SAX  | Suffolk                  | Suffolk Coastal           | National Express East Anglia    | 0,075                             | 0,085                             | 0,095                             | 0,11                              | 0,106                             |
| Scarborough                  | SCA  | North Yorkshire          | Scarborough               | First TransPennine Express      | 0,748                             | 0,752                             | 0,766                             | 0,773                             | 0,803                             |
| Scotscalder                  | SCT  | Highland                 |                           | ScotRail                        | 0                                 | 0                                 | 0                                 | 0                                 | 0                                 |
| Scotstounhill                | SCH  | Glasgow City             |                           | ScotRail                        | 0,229                             | 0,28                              | 0,3                               | 0,328                             | 0,407                             |
| Scunthorpe                   | SCU  | North Lincolnshire       |                           | First TransPennine Express      | 0,293                             | 0,311                             | 0,341                             | 0,371                             | 0,377                             |
| Sea Mills                    | SML  | Bristol                  |                           | Great Western Railway           | 0,034                             | 0,036                             | 0,041                             | 0,033                             | 0,036                             |
| Seaford                      | SEF  | East Sussex              | Lewes                     | Southern                        | 0,596                             | 0,631                             | 0,698                             | 0,77                              | 0,797                             |
| Seaforth & Litherland        | SFL  | Merseyside               | Sefton                    | Merseyrail                      | 0,3                               | 0,336                             | 0,337                             | 0,362                             | 0,833                             |
| Seaham                       | SEA  | Durham                   | Easington                 | Northern Rail                   | 0,092                             | 0,098                             | 0,107                             | 0,116                             | 0,117                             |
| Seamer                       | SEM  | North Yorkshire          | Scarborough               | First TransPennine Express      | 0,05                              | 0,061                             | 0,07                              | 0,081                             | 0,088                             |
| Seascale                     | SSC  | Cumbria                  | Copeland                  | Northern Rail                   | 0,021                             | 0,026                             | 0,024                             | 0,027                             | 0,028                             |
| Seaton Carew                 | SEC  | Hartlepool               |                           | Northern Rail                   | 0,015                             | 0,018                             | 0,022                             | 0,027                             | 0,031                             |
| Seer Green and Jordans       | SRG  | Buckinghamshire          | Chiltern                  | Chiltern Railways               | 0,121                             | 0,107                             | 0,128                             | 0,135                             | 0,138                             |
| Selby                        | SBY  | North Yorkshire          | Selby                     | First TransPennine Express      | 0,395                             | 0,406                             | 0,443                             | 0,473                             | 0,475                             |
| Selhurst                     | SRS  | Groot-Londen             | Croydon                   | Southern                        | 0,74                              | 0,763                             | 1,123                             | 1,24                              | 1,179                             |
| Sellafield                   | SEL  | Cumbria                  | Copeland                  | Northern Rail                   | 0,208                             | 0,232                             | 0,259                             | 0,353                             | 0,069                             |
| Selling                      | SEG  | Kent                     | Swale                     | Southeastern                    | 0,061                             | 0,057                             | 0,064                             | 0,069                             | 0,072                             |
| Selly Oak                    | SLY  | West Midlands            | Birmingham                | West Midland Trains             | 0,8                               | 0,897                             | 1,024                             | 1,113                             | 1,578                             |
| Settle                       | SET  | North Yorkshire          | Craven                    | Northern Rail                   | 0,117                             | 0,107                             | 0,106                             | 0,115                             | 0,118                             |
| Seven Kings                  | SVK  | Groot-Londen             | Redbridge                 | National Express East Anglia    | 1,174                             | 1,096                             | 1,567                             | 1,765                             | 1,658                             |
| Seven Sisters                | SVS  | Groot-Londen             | Haringey                  | National Express East Anglia    |                                   |                                   | 2,586                             | 2,41                              | 2,216                             |
| Sevenoaks                    | SEV  | Kent                     | Sevenoaks                 | Southeastern                    | 3,501                             | 3,585                             | 3,805                             | 4,005                             | 3,869                             |
| Severn Beach                 | SVB  | South Gloucestershire    |                           | Great Western Railway           | 0,029                             | 0,037                             | 0,038                             | 0,054                             | 0,075                             |
| Severn Tunnel Junction       | STJ  | Monmouthshire            |                           | Transport for Wales             | 0,118                             | 0,12                              | 0,135                             | 0,14                              | 0,149                             |
| Shalford                     | SFR  | Surrey                   | Guildford                 | Great Western Railway           | 0,063                             | 0,064                             | 0,074                             | 0,1                               | 0,098                             |
| Shanklin                     | SHN  | Wight                    |                           | South West Trains (Island Line) | 0,342                             | 0,345                             | 0,383                             | 0,369                             | 0,359                             |
| Shaw and Crompton            | SHA  | Greater Manchester       | Oldham                    | Northern Rail                   | 0,29                              | 0,286                             | 0,298                             | 0,318                             | 0,385                             |
| Shawford                     | SHW  | Hampshire                | City of Winchester        | South West Trains               | 0,049                             | 0,055                             | 0,057                             | 0,074                             | 0,105                             |
| Shawlands                    | SHL  | Glasgow City             |                           | ScotRail                        | 0,129                             | 0,163                             | 0,182                             | 0,099                             | 0,137                             |
| Sheerness On Sea             | SSS  | Kent                     | Swale                     | Southeastern                    | 0,566                             | 0,589                             | 0,579                             | 0,587                             | 0,573                             |
| Sheffield Midland            | SHF  | South Yorkshire          | Sheffield                 | East Midlands Railway           | 5,001                             | 5,167                             | 5,59                              | 5,848                             | 7,334                             |
| Shelford                     | SED  | Cambridgeshire           | South Cambridgeshire      | National Express East Anglia    | 0,108                             | 0,111                             | 0,112                             | 0,126                             | 0,145                             |
| Shenfield                    | SNF  | Essex                    | Brentwood                 | National Express East Anglia    | 2,861                             | 2,908                             | 2,966                             | 3,025                             | 3,008                             |
| Shenstone                    | SEN  | Staffordshire            | Lichfield                 | West Midland Trains             | 0,114                             | 0,126                             | 0,133                             | 0,151                             | 0,143                             |
| Shepherd's Bush              | SPB  | Groot-Londen             | Kensington en Chelsea     | London Overground               |                                   |                                   |                                   | 0,003                             | 0,248                             |
| Shepherds Well               | SPH  | Kent                     | Dover                     | Southeastern                    | 0,059                             | 0,063                             | 0,062                             | 0,056                             | 0,054                             |
| Shepley                      | SPY  | West Yorkshire           | Kirklees                  | Northern Rail                   | 0,042                             | 0,043                             | 0,046                             | 0,053                             | 0,066                             |
| Shepperton                   | SHP  | Surrey                   | Spelthorne                | South West Trains               | 0,339                             | 0,341                             | 0,365                             | 0,443                             | 0,439                             |
| Shepreth                     | STH  | Cambridgeshire           | South Cambridgeshire      | Govia Thameslink Railway        | 0,049                             | 0,057                             | 0,076                             | 0,075                             | 0,076                             |
| Sherborne                    | SHE  | Dorset                   | West Dorset               | South West Trains               | 0,155                             | 0,163                             | 0,167                             | 0,185                             | 0,189                             |
| Sherburn-In-Elmet            | SIE  | North Yorkshire          | Selby                     | Northern Rail                   | 0,02                              | 0,024                             | 0,022                             | 0,022                             | 0,023                             |
| Sheringham                   | SHM  | Norfolk                  | North Norfolk             | National Express East Anglia    | 0,13                              | 0,128                             | 0,132                             | 0,177                             | 0,186                             |
| Shettleston                  | SLS  | Glasgow City             |                           | ScotRail                        | 0,562                             | 0,645                             | 0,525                             | 0,568                             | 0,71                              |
| Shieldmuir                   | SDM  | North Lanarkshire        |                           | ScotRail                        | 0,007                             | 0,008                             | 0,011                             | 0,023                             | 0,045                             |
| Shifnal                      | SFN  | Shropshire               | Bridgnorth                | West Midland Trains             | 0,05                              | 0,059                             | 0,064                             | 0,08                              | 0,101                             |
| Shildon                      | SHD  | Durham                   | Sedgefield                | Northern Rail                   | 0,035                             | 0,04                              | 0,046                             | 0,05                              | 0,046                             |
| Shiplake                     | SHI  | Oxfordshire              | South Oxfordshire         | Great Western Railway           | 0,086                             | 0,079                             | 0,074                             | 0,076                             | 0,078                             |
| Shipley                      | SHY  | West Yorkshire           | Bradford                  | Northern Rail                   | 0,831                             | 0,863                             | 0,902                             | 0,946                             | 1,275                             |
| Shippea Hill                 | SPP  | Cambridgeshire           | East Cambridgeshire       | National Express East Anglia    | 0                                 | 0                                 | 0,001                             | 0,001                             | 0,001                             |
| Shipton                      | SIP  | Oxfordshire              | West Oxfordshire          | Great Western Railway           | 0,006                             | 0,006                             | 0,005                             | 0,004                             | 0,003                             |
| Shirebrook                   | SHB  | Derbyshire               | Bolsover                  | East Midlands Railway           | 0,054                             | 0,058                             | 0,057                             | 0,054                             | 0,056                             |
| Shirehampton                 | SHH  | Bristol                  |                           | Great Western Railway           | 0,03                              | 0,032                             | 0,038                             | 0,031                             | 0,034                             |
| Shireoaks                    | SRO  | Nottinghamshire          | Bassetlaw                 | Northern Rail                   | 0,015                             | 0,017                             | 0,02                              | 0,018                             | 0,023                             |
| Shirley (West Midlands)      | SRL  | West Midlands            | Solihull                  | West Midland Trains             | 0,164                             | 0,163                             | 0,173                             | 0,164                             | 0,369                             |
| Shoeburyness                 | SRY  | Southend-on-Sea          |                           | c2c                             | 0,506                             | 0,531                             | 0,553                             | 0,599                             | 0,588                             |
| Sholing                      | SHO  | Southampton              |                           | South West Trains               | 0,036                             | 0,039                             | 0,044                             | 0,047                             | 0,063                             |
| Shoreham                     | SEH  | Kent                     | Sevenoaks                 | Southeastern                    | 0,025                             | 0,023                             | 0,026                             | 0,032                             | 0,035                             |
| Shoreham-By-Sea              | SSE  | West Sussex              | Adur                      | Southern                        | 1,019                             | 1,057                             | 1,19                              | 1,274                             | 1,292                             |
| Shortlands                   | SRT  | Groot-Londen             | Bromley                   | Southeastern                    | 0,947                             | 0,984                             | 1,299                             | 1,397                             | 1,364                             |
| Shotton                      | SHT  | Flintshire               |                           | Transport for Wales             | 0,162                             | 0,164                             | 0,168                             | 0,184                             | 0,191                             |
| Shotts                       | SHS  | North Lanarkshire        |                           | ScotRail                        | 0,134                             | 0,144                             | 0,147                             | 0,144                             | 0,17                              |
| Shrewsbury                   | SHR  | Shropshire               | Shrewsbury and Atcham     | Transport for Wales             | 1,295                             | 1,317                             | 1,343                             | 1,461                             | 1,596                             |
| Sidcup                       | SID  | Groot-Londen             | Bexley                    | Southeastern                    | 2,361                             | 2,395                             | 2,989                             | 3,157                             | 3,055                             |
| Sileby                       | SIL  | Leicestershire           | Charnwood                 | East Midlands Railway           | 0,076                             | 0,075                             | 0,085                             | 0,098                             | 0,098                             |
| Silecroft                    | SIC  | Cumbria                  | Copeland                  | Northern Rail                   | 0,006                             | 0,009                             | 0,008                             | 0,013                             | 0,008                             |
| Silkstone Common             | SLK  | South Yorkshire          | Barnsley                  | Northern Rail                   | 0,026                             | 0,026                             | 0,022                             | 0,024                             | 0,03                              |
| Silver Street                | SLV  | Groot-Londen             | Enfield                   | National Express East Anglia    | 0,256                             | 0,213                             | 0,471                             | 0,576                             | 0,518                             |
| Silverdale                   | SVR  | Lancashire               | Lancaster                 | Northern Rail                   | 0,034                             | 0,034                             | 0,036                             | 0,042                             | 0,045                             |
| Singer                       | SIN  | West Dunbartonshire      |                           | ScotRail                        | 0,539                             | 0,632                             | 0,621                             | 0,683                             | 0,856                             |
| Sittingbourne                | SIT  | Kent                     | Swale                     | Southeastern                    | 1,91                              | 1,936                             | 2,029                             | 2,166                             | 2,215                             |
| Skegness                     | SKG  | Lincolnshire             | East Lindsey              | East Midlands Railway           | 0,453                             | 0,415                             | 0,396                             | 0,382                             | 0,361                             |
| Skewen                       | SKE  | Neath Port Talbot        |                           | Transport for Wales             | 0,018                             | 0,017                             | 0,016                             | 0,017                             | 0,022                             |
| Skipton                      | SKI  | North Yorkshire          | Craven                    | Northern Rail                   | 0,761                             | 0,794                             | 0,817                             | 0,85                              | 0,865                             |
| Slade Green                  | SGR  | Groot-Londen             | Bexley                    | Southeastern                    | 0,255                             | 0,269                             | 0,392                             | 0,474                             | 0,459                             |
| Slaithwaite                  | SWT  | West Yorkshire           | Kirklees                  | Northern Rail                   | 0,099                             | 0,108                             | 0,112                             | 0,135                             | 0,178                             |
| Slateford                    | SLA  | Edinburgh                |                           | ScotRail                        | 0,018                             | 0,018                             | 0,02                              | 0,021                             | 0,021                             |
| Sleaford                     | SLR  | Lincolnshire             | North Kesteven            | East Midlands Railway           | 0,313                             | 0,322                             | 0,34                              | 0,316                             | 0,319                             |
| Sleights                     | SLH  | North Yorkshire          | Scarborough               | Northern Rail                   | 0,003                             | 0,004                             | 0,003                             | 0,004                             | 0,004                             |
| Slough                       | SLO  | Slough                   |                           | Great Western Railway           | 4,449                             | 4,337                             | 4,612                             | 4,879                             | 4,897                             |
| Small Heath                  | SMA  | West Midlands            | Birmingham                | West Midland Trains             | 0,034                             | 0,034                             | 0,037                             | 0,038                             | 0,079                             |
| Smallbrook Junction          | SAB  | Wight                    |                           | South West Trains (Island Line) | 0,003                             | 0,003                             | 0,003                             | 0,004                             | 0,01                              |
| Smethwick Galton Bridge      | SGB  | West Midlands            | Sandwell                  | West Midland Trains             | 0,089                             | 0,103                             | 0,116                             | 0,131                             | 0,311                             |
| Smethwick Rolfe Street       | SMR  | West Midlands            | Sandwell                  | West Midland Trains             | 0,094                             | 0,111                             | 0,114                             | 0,107                             | 0,182                             |
| Smithy Bridge                | SMB  | Greater Manchester       | Rochdale                  | Northern Rail                   | 0,092                             | 0,098                             | 0,094                             | 0,102                             | 0,125                             |
| Snaith                       | SNI  | East Riding of Yorkshire |                           | Northern Rail                   | 0,002                             | 0,002                             | 0,003                             | 0,004                             | 0,003                             |
| Snodland                     | SDA  | Kent                     | Tonbridge and Malling     | Southeastern                    | 0,146                             | 0,17                              | 0,162                             | 0,178                             | 0,192                             |
| Snowdown                     | SWO  | Kent                     | Dover                     | Southeastern                    | 0,018                             | 0,019                             | 0,017                             | 0,018                             | 0,018                             |
| Sole Street                  | SOR  | Kent                     | Gravesham                 | Southeastern                    | 0,081                             | 0,077                             | 0,087                             | 0,101                             | 0,094                             |
| Solihull                     | SOL  | West Midlands            | Solihull                  | West Midland Trains             | 0,594                             | 0,582                             | 0,652                             | 0,663                             | 1,489                             |
| Somerleyton                  | SYT  | Suffolk                  | Waveney                   | National Express East Anglia    | 0,005                             | 0,006                             | 0,008                             | 0,012                             | 0,013                             |
| South Acton                  | SAT  | Groot-Londen             | Ealing                    | London Overground               | 0,075                             | 0,081                             | 0,368                             | 0,396                             | 0,301                             |
| South Bank                   | SBK  | Redcar and Cleveland     |                           | Northern Rail                   | 0,001                             | 0,002                             | 0,002                             | 0,002                             | 0,002                             |
| South Bermondsey             | SBM  | Groot-Londen             | Southwark                 | Southern                        | 0,279                             | 0,246                             | 0,548                             | 0,514                             | 0,59                              |
| South Croydon                | SCY  | Groot-Londen             | Croydon                   | Southern                        | 0,802                             | 0,772                             | 1,114                             | 1,196                             | 1,15                              |
| South Elmsall                | SES  | West Yorkshire           | Wakefield                 | Northern Rail                   | 0,253                             | 0,266                             | 0,282                             | 0,305                             | 0,354                             |
| South Greenford              | SGN  | Groot-Londen             | Ealing                    | Great Western Railway           | 0,006                             | 0,006                             | 0,014                             | 0,016                             | 0,015                             |
| South Gyle                   | SGL  | Edinburgh                |                           | ScotRail                        | 0,405                             | 0,424                             | 0,41                              | 0,464                             | 0,497                             |
| South Hampstead              | SOH  | Groot-Londen             | Camden                    | London Overground               | 0,038                             | 0,046                             | 0,161                             | 0,239                             | 0,278                             |
| South Kenton                 | SOK  | Groot-Londen             | Brent                     | London Underground              | 0,166                             | 0,185                             | 0,076                             | 0,057                             | 0,045                             |
| South Merton                 | SMO  | Groot-Londen             | Merton                    | Govia Thameslink Railway        | 0,045                             | 0,05                              | 0,117                             | 0,177                             | 0,141                             |
| South Milford                | SOM  | North Yorkshire          | Selby                     | Northern Rail                   | 0,082                             | 0,078                             | 0,084                             | 0,093                             | 0,105                             |
| South Ruislip                | SRU  | Groot-Londen             | Hillingdon                | Chiltern Railways               |                                   |                                   | 0,087                             | 0,102                             | 0,091                             |
| South Tottenham              | STO  | Groot-Londen             | Haringey                  | London Overground               | 0,046                             | 0,042                             | 0,244                             | 0,294                             | 0,233                             |
| South Wigston                | SWS  | Leicestershire           | Oadby and Wigston         | East Midlands Railway           | 0,042                             | 0,036                             | 0,038                             | 0,046                             | 0,043                             |
| Southall                     | STL  | Groot-Londen             | Ealing                    | Great Western Railway           | 0,866                             | 0,859                             | 1,559                             | 1,635                             | 1,462                             |
| Southampton Airport Parkway  | SOA  | Hampshire                | Eastleigh                 | South West Trains               | 1,19                              | 1,421                             | 1,322                             | 1,404                             | 1,461                             |
| Southampton Central          | SOU  | Southampton              |                           | South West Trains               | 4,656                             | 4,845                             | 5,084                             | 5,487                             | 5,836                             |
| Southbourne                  | SOB  | West Sussex              | Chichester                | Southern                        | 0,198                             | 0,201                             | 0,202                             | 0,208                             | 0,218                             |
| Southbury                    | SBU  | Groot-Londen             | Enfield                   | National Express East Anglia    | 0,291                             | 0,263                             | 0,317                             | 0,39                              | 0,346                             |
| Southease                    | SEE  | East Sussex              | Lewes                     | Southern                        | 0,007                             | 0,007                             | 0,009                             | 0,009                             | 0,008                             |
| Southend Central             | SOC  | Southend-on-Sea          |                           | c2c                             | 2,791                             | 3,018                             | 1,695                             | 1,917                             | 1,821                             |
| Southend East                | SOE  | Southend-on-Sea          |                           | c2c                             | 0,769                             | 0,797                             | 1,318                             | 1,459                             | 1,617                             |
| Southend Victoria            | SOV  | Southend-on-Sea          |                           | National Express East Anglia    | 1,369                             | 1,719                             | 4,139                             | 3,966                             | 3,95                              |
| Southminster                 | SMN  | Essex                    | Maldon                    | National Express East Anglia    | 0,136                             | 0,135                             | 0,134                             | 0,126                             | 0,128                             |
| Southport                    | SOP  | Merseyside               | Sefton                    | Merseyrail                      | 1,55                              | 1,582                             | 1,669                             | 1,681                             | 3,095                             |
| Southwick                    | SWK  | West Sussex              | Adur                      | Southern                        | 0,244                             | 0,252                             | 0,294                             | 0,308                             | 0,325                             |
| Sowerby Bridge               | SOW  | West Yorkshire           | Calderdale                | Northern Rail                   | 0,16                              | 0,169                             | 0,178                             | 0,202                             | 0,255                             |
| Spalding                     | SPA  | Lincolnshire             | South Holland             | East Midlands Railway           | 0,181                             | 0,174                             | 0,177                             | 0,174                             | 0,186                             |
| Spean Bridge                 | SBR  | Highland                 |                           | ScotRail                        | 0,006                             | 0,006                             | 0,006                             | 0,006                             | 0,007                             |
| Spital                       | SPI  | Merseyside               | Wirral                    | Merseyrail                      | 0,203                             | 0,209                             | 0,204                             | 0,204                             | 0,331                             |
| Spondon                      | SPO  | Derby                    |                           | East Midlands Railway           | 0,006                             | 0,007                             | 0,01                              | 0,011                             | 0,012                             |
| Spooner Row                  | SPN  | Norfolk                  | South Norfolk             | National Express East Anglia    | 0                                 | 0                                 | 0                                 | 0                                 | 0,001                             |
| Spring Road                  | SRI  | West Midlands            | Birmingham                | West Midland Trains             | 0,077                             | 0,079                             | 0,083                             | 0,077                             | 0,167                             |
| Springburn                   | SPR  | Glasgow City             |                           | ScotRail                        | 0,203                             | 0,231                             | 0,235                             | 0,235                             | 0,322                             |
| Springfield                  | SPF  | Fife                     |                           | ScotRail                        | 0,001                             | 0,001                             | 0,001                             | 0,001                             | 0,001                             |
| Squires Gate                 | SQU  | Lancashire               | Fylde                     | Northern Rail                   | 0,014                             | 0,015                             | 0,017                             | 0,018                             | 0,019                             |
| St Albans Abbey              | SAA  | Hertfordshire            | St. Albans                | West Midland Trains             | 0,175                             | 0,187                             | 0,208                             | 0,222                             | 0,218                             |
| St Albans City               | SAC  | Hertfordshire            | St. Albans                | Govia Thameslink Railway        | 5,341                             | 5,635                             | 6,041                             | 6,338                             | 6,274                             |
| St Andrews Road              | SAR  | Bristol                  |                           | Great Western Railway           | 0,005                             | 0,008                             | 0,006                             | 0,003                             | 0,004                             |
| St Annes-on-the-Sea          | SAS  | Lancashire               | Fylde                     | Northern Rail                   | 0,118                             | 0,126                             | 0,124                             | 0,128                             | 0,122                             |
| St Austell                   | SAU  | Cornwall                 | Restormel                 | Great Western Railway           | 0,275                             | 0,282                             | 0,315                             | 0,36                              | 0,389                             |
| St Bees                      | SBS  | Cumbria                  | Copeland                  | Northern Rail                   | 0,028                             | 0,031                             | 0,034                             | 0,039                             | 0,035                             |
| St Budeaux Ferry Road        | SBF  | Plymouth                 |                           | Great Western Railway           | 0,001                             | 0,001                             | 0,001                             | 0,001                             | 0,001                             |
| St Budeaux Victoria Road     | SBV  | Plymouth                 |                           | Great Western Railway           | 0,006                             | 0,006                             | 0,005                             | 0,005                             | 0,006                             |
| St Columb Road               | SCR  | Cornwall                 | Restormel                 | Great Western Railway           | 0,001                             | 0,001                             | 0,001                             | 0,001                             | 0,001                             |
| St Denys                     | SDN  | Southampton              |                           | South West Trains               | 0,191                             | 0,195                             | 0,202                             | 0,207                             | 0,219                             |
| St Erth                      | SER  | Cornwall                 | Penwith                   | Great Western Railway           | 0,091                             | 0,088                             | 0,067                             | 0,068                             | 0,075                             |
| St Germans                   | SGM  | Cornwall                 | Caradon                   | Great Western Railway           | 0,025                             | 0,028                             | 0,03                              | 0,029                             | 0,038                             |
| St Helens Central            | SNH  | Merseyside               | St Helens                 | Northern Rail                   | 0,424                             | 0,445                             | 0,413                             | 0,411                             | 0,672                             |
| St Helens Junction           | SHJ  | Merseyside               | St Helens                 | Northern Rail                   | 0,154                             | 0,19                              | 0,198                             | 0,188                             | 0,237                             |
| St. Helier                   | SIH  | Groot-Londen             | Merton                    | Govia Thameslink Railway        | 0,049                             | 0,053                             | 0,111                             | 0,171                             | 0,14                              |
| St Ives                      | SIV  | Cornwall                 | Penwith                   | Great Western Railway           | 0,22                              | 0,171                             | 0,117                             | 0,139                             | 0,147                             |
| St James Park                | SJP  | Devon                    | Exeter                    | Great Western Railway           | 0,027                             | 0,027                             | 0,032                             | 0,036                             | 0,043                             |
| St James Street              | SJS  | Groot-Londen             | Waltham Forest            | National Express East Anglia    | 0,38                              | 0,333                             | 0,61                              | 0,682                             | 0,55                              |
| St Johns                     | SAJ  | Groot-Londen             | Lewisham                  | Southeastern                    | 0,255                             | 0,261                             | 0,479                             | 0,601                             | 0,585                             |
| St Keyne Wishing Well Halt   | SKN  | Cornwall                 | Caradon                   | Great Western Railway           | 0,001                             | 0,001                             | 0,001                             | 0,001                             | 0,001                             |
| St Leonards Warrior Square   | SLQ  | East Sussex              | Hastings                  | Southeastern                    | 0,529                             | 0,548                             | 0,569                             | 0,659                             | 0,662                             |
| St Margarets (Londen)        | SMG  | Groot-Londen             | Richmond upon Thames      | South West Trains               | 0,781                             | 0,763                             | 1,528                             | 1,624                             | 1,546                             |
| St Margarets (Hertfordshire) | SMT  | Hertfordshire            | East Hertfordshire        | National Express East Anglia    | 0,303                             | 0,301                             | 0,306                             | 0,314                             | 0,315                             |
| St Mary Cray                 | SMY  | Groot-Londen             | Bromley                   | Southeastern                    | 1,059                             | 1,05                              | 1,44                              | 1,578                             | 1,502                             |
| St Michaels                  | STM  | Merseyside               | Liverpool                 | Merseyrail                      | 0,289                             | 0,366                             | 0,361                             | 0,379                             | 0,563                             |
| St. Neots                    | SNO  | Cambridgeshire           | Huntingdonshire           | Govia Thameslink Railway        | 0,769                             | 0,822                             | 0,889                             | 0,979                             | 1,029                             |
| Stafford                     | STA  | Staffordshire            | Stafford                  | Virgin Trains                   | 1,016                             | 1,073                             | 1,155                             | 1,25                              | 1,494                             |
| Staines                      | SNS  | Surrey                   | Spelthorne                | South West Trains               | 2,024                             | 2,097                             | 2,25                              | 2,63                              | 2,757                             |
| Stallingborough              | SLL  | North East Lincolnshire  |                           | Northern Rail                   | 0,008                             | 0,009                             | 0,009                             | 0,009                             | 0,009                             |
| Stalybridge                  | SYB  | Greater Manchester       | Tameside                  | First TransPennine Express      | 0,652                             | 0,688                             | 0,7                               | 0,766                             | 0,894                             |
| Stamford (Lincs)             | SMD  | Lincolnshire             | South Kesteven            | East Midlands Railway           | 0,226                             | 0,224                             | 0,26                              | 0,283                             | 0,297                             |
| Stamford Hill                | SMH  | Groot-Londen             | Haringey                  | National Express East Anglia    | 0,115                             | 0,101                             | 0,265                             | 0,313                             | 0,276                             |
| Stanford-Le-Hope             | SFO  | Thurrock                 |                           | c2c                             | 0,816                             | 0,803                             | 0,857                             | 0,939                             | 0,967                             |
| Stanlow and Thornton         | SNT  | Cheshire                 | Cheshire West and Chester | Northern Rail                   | 0                                 | 0                                 | 0                                 | 0                                 | 0                                 |
| Stansted Airport             | SSD  | Essex                    | Uttlesford                | National Express East Anglia    | 3,822                             | 3,799                             | 5,37                              | 5,522                             | 5,241                             |
| Stansted Mountfitchet        | SST  | Essex                    | Uttlesford                | National Express East Anglia    | 0,352                             | 0,358                             | 0,354                             | 0,384                             | 0,401                             |
| Staplehurst                  | SPU  | Kent                     | Maidstone                 | Southeastern                    | 0,815                             | 0,84                              | 0,887                             | 0,934                             | 0,923                             |
| Stapleton Road               | SRD  | Bristol                  |                           | Great Western Railway           | 0,073                             | 0,087                             | 0,098                             | 0,072                             | 0,104                             |
| Starbeck                     | SBE  | North Yorkshire          | Harrogate                 | Northern Rail                   | 0,133                             | 0,133                             | 0,129                             | 0,126                             | 0,132                             |
| Starcross                    | SCS  | Devon                    | Teignbridge               | Great Western Railway           | 0,069                             | 0,077                             | 0,085                             | 0,084                             | 0,085                             |
| Staveley                     | SVL  | Cumbria                  | South Lakeland            | First TransPennine Express      | 0,016                             | 0,022                             | 0,025                             | 0,033                             | 0,04                              |
| Stechford                    | SCF  | West Midlands            | Birmingham                | West Midland Trains             | 0,115                             | 0,115                             | 0,109                             | 0,12                              | 0,199                             |
| Steeton and Silsden          | SON  | West Yorkshire           | Bradford                  | Northern Rail                   | 0,463                             | 0,479                             | 0,505                             | 0,52                              | 0,648                             |
| Stepps                       | SPS  | North Lanarkshire        |                           | ScotRail                        | 0,203                             | 0,228                             | 0,263                             | 0,277                             | 0,343                             |
| Stevenage                    | SVG  | Hertfordshire            | Stevenage                 | Govia Thameslink Railway        | 3,496                             | 3,539                             | 3,968                             | 4,206                             | 4,258                             |
| Stevenston                   | STV  | North Ayrshire           |                           | ScotRail                        | 0,088                             | 0,095                             | 0,093                             | 0,097                             | 0,12                              |
| Stewartby                    | SWR  | Bedfordshire             | Bedford                   | West Midland Trains             | 0,017                             | 0,019                             | 0,019                             | 0,017                             | 0,019                             |
| Stewarton                    | STT  | East Ayrshire            |                           | ScotRail                        | 0,199                             | 0,198                             | 0,196                             | 0,196                             | 0,247                             |
| Stirling (Schotland)         | STG  | Stirling                 |                           | ScotRail                        | 1,711                             | 1,906                             | 1,92                              | 2,028                             | 2,132                             |
| Stockport                    | SPT  | Greater Manchester       | Stockport                 | Virgin Trains                   | 1,608                             | 2,012                             | 2,238                             | 2,44                              | 2,824                             |
| Stocksfield                  | SKS  | Northumberland           | Tynedale                  | Northern Rail                   | 0,063                             | 0,065                             | 0,062                             | 0,06                              | 0,061                             |
| Stocksmoor                   | SSM  | West Yorkshire           | Kirklees                  | Northern Rail                   | 0,019                             | 0,022                             | 0,021                             | 0,021                             | 0,025                             |
| Stockton                     | STK  | Stockton-on-Tees         | Stockton-on-Tees          | Northern Rail                   | 0,056                             | 0,058                             | 0,063                             | 0,063                             | 0,063                             |
| Stoke Mandeville             | SKM  | Buckinghamshire          | Aylesbury Vale            | Chiltern Railways               | 0,318                             | 0,317                             | 0,313                             | 0,309                             | 0,313                             |
| Stoke Newington              | SKW  | Groot-Londen             | Hackney                   | National Express East Anglia    | 0,224                             | 0,204                             | 0,315                             | 0,382                             | 0,415                             |
| Stoke-on-Trent               | SOT  | Stoke-on-Trent           |                           | Virgin Trains                   | 1,156                             | 1,403                             | 1,577                             | 1,701                             | 1,727                             |
| Stone                        | SNE  | Staffordshire            | Stafford                  | West Midland Trains             |                                   |                                   |                                   |                                   |                                   |
| Stone Crossing               | SCG  | Kent                     | Dartford                  | Southeastern                    | 0,132                             | 0,148                             | 0,145                             | 0,137                             | 0,123                             |
| Stonebridge Park             | SBP  | Groot-Londen             | Brent                     | London Underground              | 0,429                             | 0,474                             | 0,37                              | 0,435                             | 0,391                             |
| Stonegate                    | SOG  | East Sussex              | Rother                    | Southeastern                    | 0,157                             | 0,16                              | 0,165                             | 0,16                              | 0,162                             |
| Stonehaven                   | STN  | Aberdeenshire            |                           | ScotRail                        | 0,364                             | 0,397                             | 0,416                             | 0,453                             | 0,467                             |
| Stonehouse                   | SHU  | Gloucestershire          | Stroud                    | Great Western Railway           | 0,07                              | 0,079                             | 0,089                             | 0,093                             | 0,109                             |
| Stoneleigh                   | SNL  | Surrey                   | Epsom and Ewell           | South West Trains               | 0,741                             | 0,758                             | 1,223                             | 1,277                             | 1,149                             |
| Stourbridge Junction         | SBJ  | West Midlands            | Dudley                    | West Midland Trains             | 0,371                             | 0,394                             | 0,444                             | 0,5                               | 1,138                             |
| Stourbridge Town             | SBT  | West Midlands            | Dudley                    | West Midland Trains             | 0,2                               | 0,233                             | 0,259                             | 0,279                             | 0,541                             |
| Stowmarket                   | SMK  | Suffolk                  | Mid Suffolk               | National Express East Anglia    | 0,418                             | 0,453                             | 0,546                             | 0,706                             | 0,752                             |
| Stranraer                    | STR  | Dumfries and Galloway    |                           | ScotRail                        | 0,053                             | 0,055                             | 0,054                             | 0,052                             | 0,05                              |
| Stratford                    | SRA  | Groot-Londen             | Newham                    | National Express East Anglia    | 7,914                             | 7,699                             | 13,09                             | 13,369                            | 12,303                            |
| Stratford-Upon-Avon          | SAV  | Warwickshire             | Stratford-upon-Avon       | West Midland Trains             | 0,527                             | 0,493                             | 0,534                             | 0,493                             | 0,636                             |
| Strathcarron                 | STC  | Highland                 |                           | ScotRail                        | 0,009                             | 0,009                             | 0,008                             | 0,009                             | 0,008                             |
| Strawberry Hill              | STW  | Groot-Londen             | Richmond upon Thames      | South West Trains               | 0,577                             | 0,544                             | 0,978                             | 1,023                             | 0,955                             |
| Streatham                    | STE  | Groot-Londen             | Lambeth                   | Southern                        | 1,179                             | 1,144                             | 1,724                             | 2,501                             | 2,193                             |
| Streatham Common             | SRC  | Groot-Londen             | Lambeth                   | Southern                        | 1,875                             | 1,897                             | 2,995                             | 3,283                             | 2,943                             |
| Streatham Hill               | SRH  | Groot-Londen             | Lambeth                   | Southern                        | 1,274                             | 1,275                             | 2,004                             | 2,356                             | 2,137                             |
| Streethouse                  | SHC  | West Yorkshire           | Wakefield                 | Northern Rail                   | 0,023                             | 0,027                             | 0,028                             | 0,03                              | 0,032                             |
| Strines                      | SRN  | Greater Manchester       | Stockport                 | Northern Rail                   | 0,005                             | 0,006                             | 0,006                             | 0,007                             | 0,008                             |
| Stromeferry                  | STF  | Highland                 |                           | ScotRail                        | 0,001                             | 0,001                             | 0,001                             | 0,001                             | 0,001                             |
| Strood                       | SOO  | Medway                   |                           | Southeastern                    | 0,524                             | 0,694                             | 0,764                             | 0,893                             | 0,927                             |
| Stroud                       | STD  | Gloucestershire          | Stroud                    | Great Western Railway           | 0,268                             | 0,281                             | 0,316                             | 0,355                             | 0,4                               |
| Sturry                       | STU  | Kent                     | Canterbury                | Southeastern                    | 0,066                             | 0,078                             | 0,08                              | 0,084                             | 0,081                             |
| Styal                        | SYA  | Cheshire                 | Macclesfield              | Northern Rail                   | 0,004                             | 0,002                             | 0,004                             | 0,001                             | 0,001                             |
| Sudbury                      | SUY  | Suffolk                  | Babergh                   | National Express East Anglia    | 0,237                             | 0,244                             | 0,261                             | 0,286                             | 0,285                             |
| Sudbury & Harrow Road        | SUD  | Groot-Londen             | Brent                     | Chiltern Railways               | 0,003                             | 0,003                             | 0,014                             | 0,011                             | 0,011                             |
| Sudbury Hill Harrow          | SDH  | Groot-Londen             | Harrow                    | Chiltern Railways               | 0,009                             | 0,01                              | 0,028                             | 0,049                             | 0,035                             |
| Sugar Loaf                   | SUG  | Powys                    |                           | Transport for Wales             | 0                                 | 0                                 | 0                                 | 0                                 | 0                                 |
| Summerston                   | SUM  | Glasgow City             |                           | ScotRail                        | 0,059                             | 0,068                             | 0,084                             | 0,091                             | 0,118                             |
| Sunbury                      | SUU  | Surrey                   | Spelthorne                | South West Trains               | 0,356                             | 0,356                             | 0,361                             | 0,458                             | 0,431                             |
| Sunderland                   | SUN  | Tyne and Wear            | Sunderland                | Northern Rail                   | 0,459                             | 0,432                             | 0,351                             | 0,354                             | 0,372                             |
| Sundridge Park               | SUP  | Groot-Londen             | Bromley                   | Southeastern                    | 0,239                             | 0,242                             | 0,341                             | 0,362                             | 0,343                             |
| Sunningdale                  | SNG  | Windsor and Maidenhead   |                           | South West Trains               | 0,546                             | 0,569                             | 0,621                             | 0,698                             | 0,734                             |
| Sunnymeads                   | SNY  | Windsor and Maidenhead   |                           | South West Trains               | 0,015                             | 0,019                             | 0,021                             | 0,023                             | 0,028                             |
| Surbiton                     | SUR  | Groot-Londen             | Kingston upon Thames      | South West Trains               | 5,846                             | 5,773                             | 8,987                             | 9,446                             | 8,386                             |
| Sutton (Londen)              | SUO  | Groot-Londen             | Sutton                    | Southern                        | 4,716                             | 4,75                              | 6,042                             | 6,411                             | 6,059                             |
| Sutton Coldfield             | SUT  | West Midlands            | Birmingham                | West Midland Trains             | 0,512                             | 0,542                             | 0,578                             | 0,634                             | 1,183                             |
| Sutton Common                | SUC  | Groot-Londen             | Sutton                    | Govia Thameslink Railway        | 0,086                             | 0,097                             | 0,239                             | 0,32                              | 0,27                              |
| Sutton Parkway               | SPK  | Nottinghamshire          | Ashfield                  | East Midlands Railway           | 0,126                             | 0,126                             | 0,119                             | 0,118                             | 0,112                             |
| Swale                        | SWL  | Kent                     | Swale                     | Southeastern                    | 0,004                             | 0,005                             | 0,004                             | 0,003                             | 0,002                             |
| Swanley                      | SAY  | Kent                     | Sevenoaks                 | Southeastern                    | 1,291                             | 1,278                             | 1,329                             | 1,35                              | 1,314                             |
| Swanscombe                   | SWM  | Kent                     | Dartford                  | Southeastern                    | 0,173                             | 0,173                             | 0,165                             | 0,161                             | 0,157                             |
| Swansea                      | SWA  | Swansea                  |                           | Transport for Wales             | 1,386                             | 1,422                             | 1,572                             | 1,825                             | 2,014                             |
| Swanwick                     | SNW  | Hampshire                | Fareham                   | South West Trains               | 0,377                             | 0,405                             | 0,427                             | 0,463                             | 0,518                             |
| Sway                         | SWY  | Hampshire                | New Forest                | South West Trains               | 0,087                             | 0,087                             | 0,088                             | 0,097                             | 0,098                             |
| Swaythling                   | SWG  | Southampton              |                           | South West Trains               | 0,074                             | 0,078                             | 0,085                             | 0,089                             | 0,09                              |
| Swinderby                    | SWD  | Lincolnshire             | North Kesteven            | East Midlands Railway           | 0,004                             | 0,007                             | 0,005                             | 0,004                             | 0,005                             |
| Swindon                      | SWI  | Swindon                  |                           | Great Western Railway           | 2,258                             | 2,341                             | 2,515                             | 2,759                             | 2,905                             |
| Swineshead                   | SWE  | Lincolnshire             | Boston                    | East Midlands Railway           | 0,001                             | 0,001                             | 0,001                             | 0,001                             | 0,001                             |
| Swinton (Manchester)         | SNN  | Greater Manchester       | Salford                   | Northern Rail                   | 0,068                             | 0,072                             | 0,076                             | 0,071                             | 0,095                             |
| Swinton (South Yorkshire)    | SWN  | South Yorkshire          | Rotherham                 | Northern Rail                   | 0,287                             | 0,289                             | 0,258                             | 0,252                             | 0,375                             |
| Sydenham (Londen)            | SYD  | Groot-Londen             | Lewisham                  | Southern                        | 1,586                             | 1,545                             | 2,14                              | 2,317                             | 2,221                             |
| Sydenham Hill                | SYH  | Groot-Londen             | Southwark                 | Southeastern                    | 0,31                              | 0,306                             | 0,5                               | 0,576                             | 0,56                              |
| Syon Lane                    | SYL  | Groot-Londen             | Hounslow                  | South West Trains               | 0,235                             | 0,263                             | 0,593                             | 0,716                             | 0,676                             |
| Syston                       | SYS  | Leicestershire           | Charnwood                 | East Midlands Railway           | 0,121                             | 0,128                             | 0,144                             | 0,16                              | 0,178                             |

A · 
B · 
C · 
D · 
E · 
F · 
G · 
H · 
I · 
J · 
K · 
L · 
M · 
N · 
O · 
P · 
Q · 
R · 
S · 
T · 
U · 
V · 
W · 
X · 
Y · 
Z

Alle stations (sorteerbaar)